# Carl Jacob Rossander
Carl Jacob Rossander i riksdagen kallad Rossander i Stockholm, född 20 juli 1828 i Stockholm, död 4 februari 1901 i Klara församling, Stockholm, var en svensk kirurg, ögonläkare, professor, politiker och stormästare i Par Bricole 1892–1900.

## Biografi
Rossander blev student vid Uppsala universitet 1844, medicine licentiat 1852 och medicine doktor 1854 med avhandlingen Om blennorrhæa urethræ hos mannen (1852). Följande år utnämndes han till adjunkt i kirurgi vid Karolinska institutet samt blev 1863 extra ordinarie kirurgie professor och ordinarie 1885-93. Han var överkirurg vid Serafimerlasarettet och ansågs vara en av landets skickligaste kirurger. Som ögonläkare drev han en egen praktik.
Rossander var ledamot av riksdagens andra kammare 1875 och valdes in i Vetenskapsakademien 1886. Han var ordförande i Läkaresällskapet samt ledamot av Landtbruks (1884)- och Krigsakademierna (1871). I riksdagen skrev han tre egna motioner  om veterinärväsendet, om inrättande av professurer i hälsovårdslära  och om löneförhöjningar vid riksmuseet och meteorologiska anstalten.
Carl Jacob Rossander var gift första gången med Emma Maria Godenius (1839–1875), med vilken han hade barnen Gulli Petrini och Carl Rosander, och andra gången med Hedvig Wendela Forsgren (1850–1937). Han fick sammanlagt sex barn.
Rossander blev kommendör av första klassen av Nordstjärneorden den 1 april 1893 och kommendör av första klassen av Vasaorden den 28 oktober 1884.
Makarna Rossander är gravsatta på Norra begravningsplatsen utanför Stockholm.